# الکساندرو مافتئی
الکساندرو مافتئی (رومانیایی: Alexandru Maftei) کارگردان فیلم اهل رومانی است.

## گزیده فیلم‌شناسی
از فیلم‌هایی که وی در آن‌ها نقش داشته‌است، می‌توان به سلام! چطوری؟ اشاره نمود.